# Gradovna

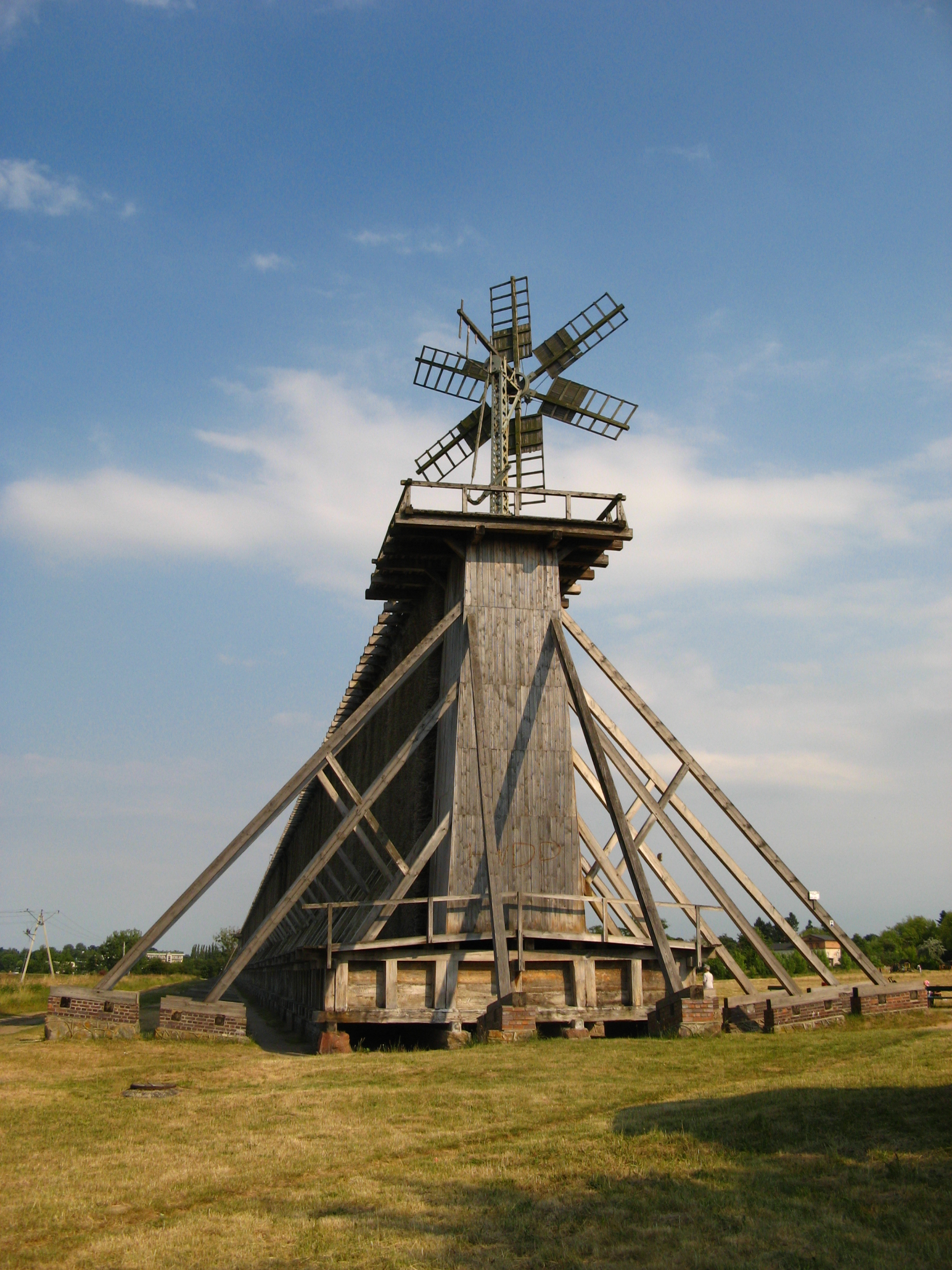
Gradovna v polském městě Ciechocinek

Gradovna je zařízení sloužící původně k čištění a zahuštění solanky zpracovávané v solivarech, nyní používané i k léčebným účelům díky slanému vzduchu v jeho okolí. Bývá to stavba ze dřeva pokrytého slámou nebo roštím, nejčastěji trnkovými větvičkami, mívající často výšku několikapatrového domu a délku až několik set metrů.

## Popis
Gradovna funguje tak, že se solanka pumpuje do horní části konstrukce, odkud po roští stéká dolů. Přitom se voda odpařuje, čímž se zvyšuje koncentrace soli v solance, a zároveň se na větvičkách ukládají nežádoucí minerální příměsi. Výsledkem je tak čistší a koncentrovanější solný roztok. Z něj pak je možné vyrobit sůl tím, že se vaří, dokud se neodpaří zbylá voda. 

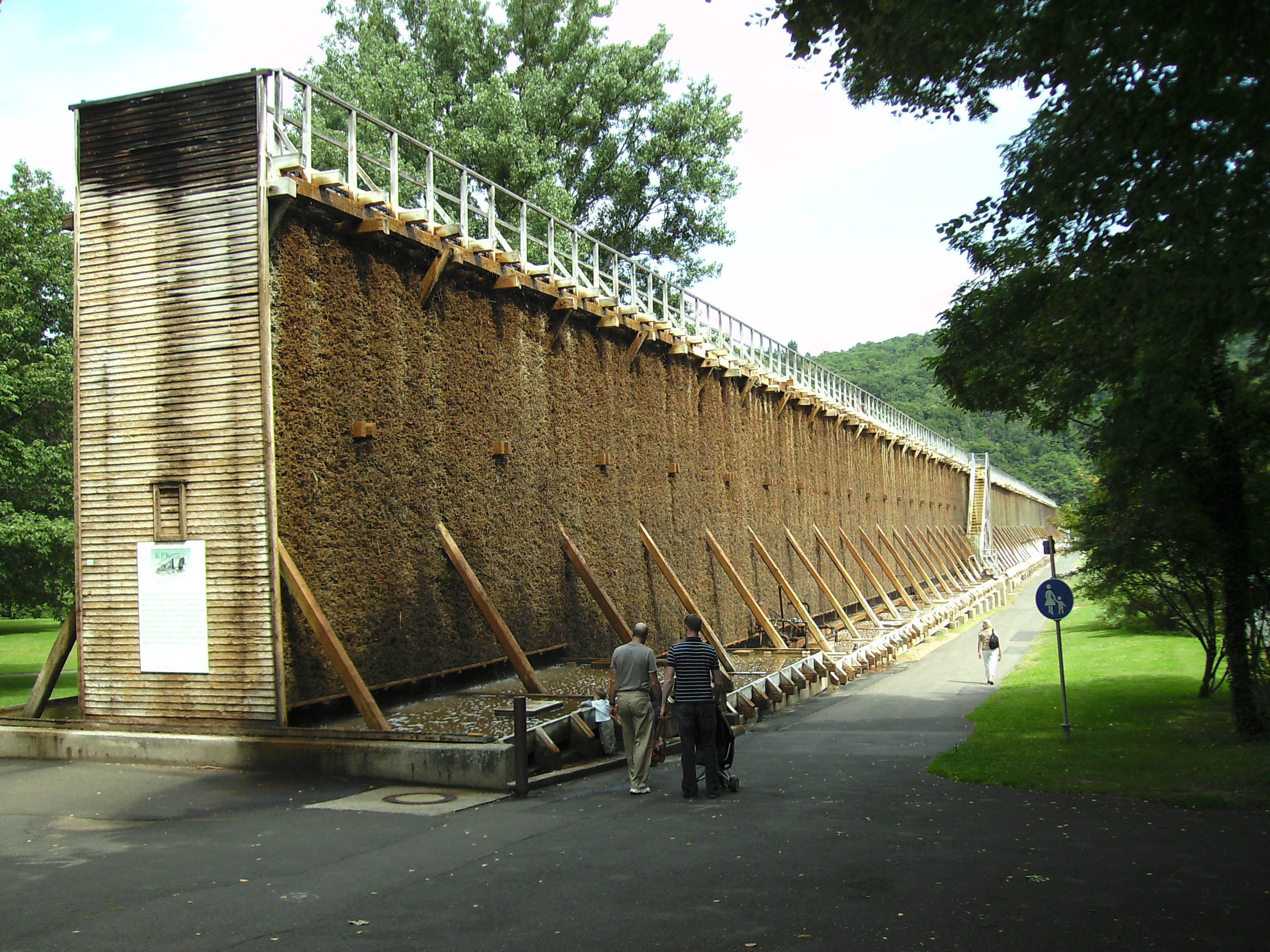
Bad Kreuznach

Činnost gradovny je silně závislá na počasí. Nejlépe funguje za teplých, slunných, větrných dní, kdy se odpaří nejvíc vody, naopak za nevhodného počasí nelze gradovnu úspěšně provozovat.
Gradovny se v raném novověku používaly k získávání soli z pramenů bohatých na sůl (nejstarší známé gradovny pocházejí z 16. století), později se začaly využívat k inhalaci aerosolů pacienty z lázní, které vznikaly v bezprostředním okolí.
Gradovny se v Česku nevyskytují, ale je možné je vidět v Německu, Polsku, Francii a Rakousku.

## Galerie

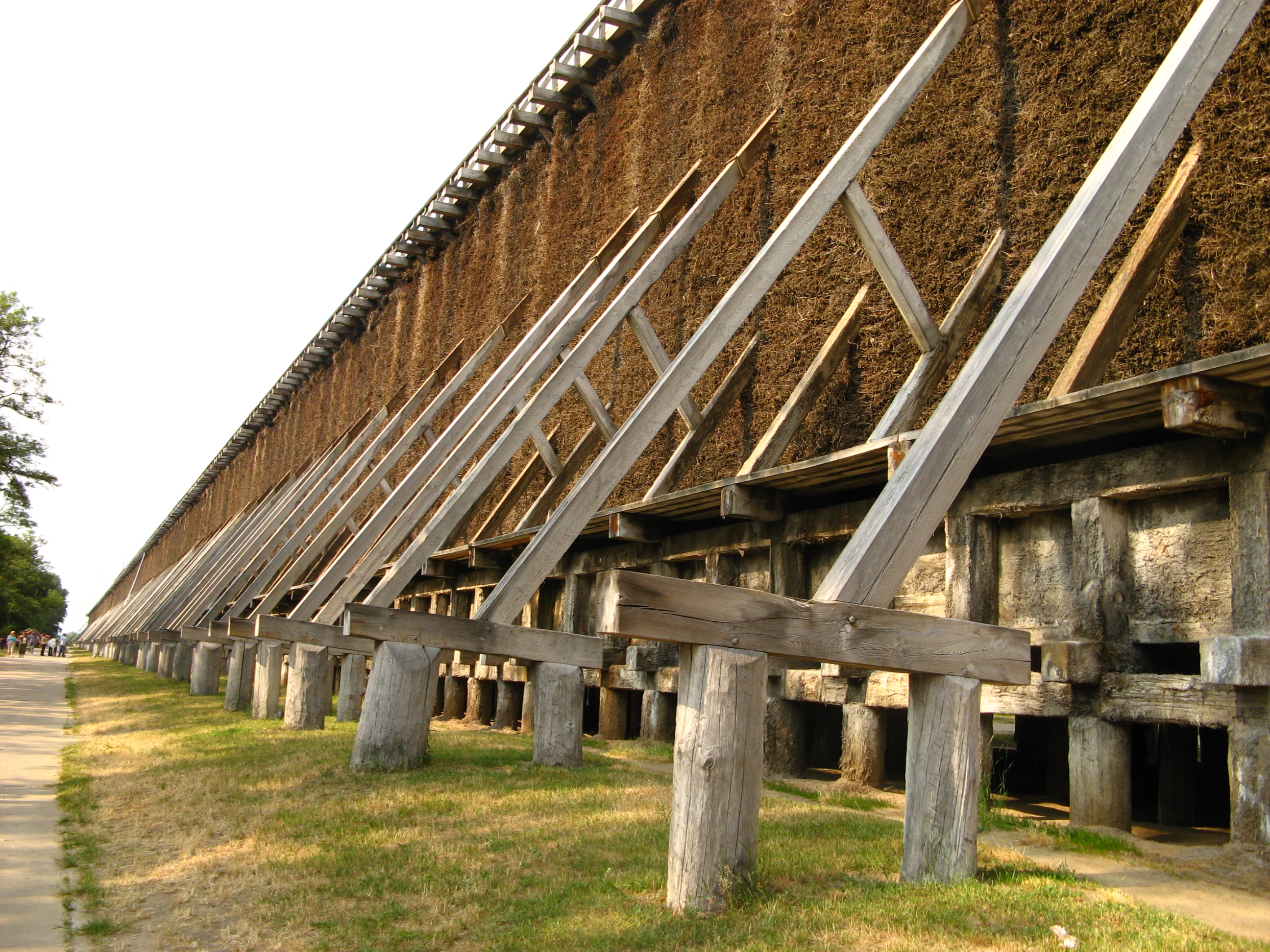
Boční pohled
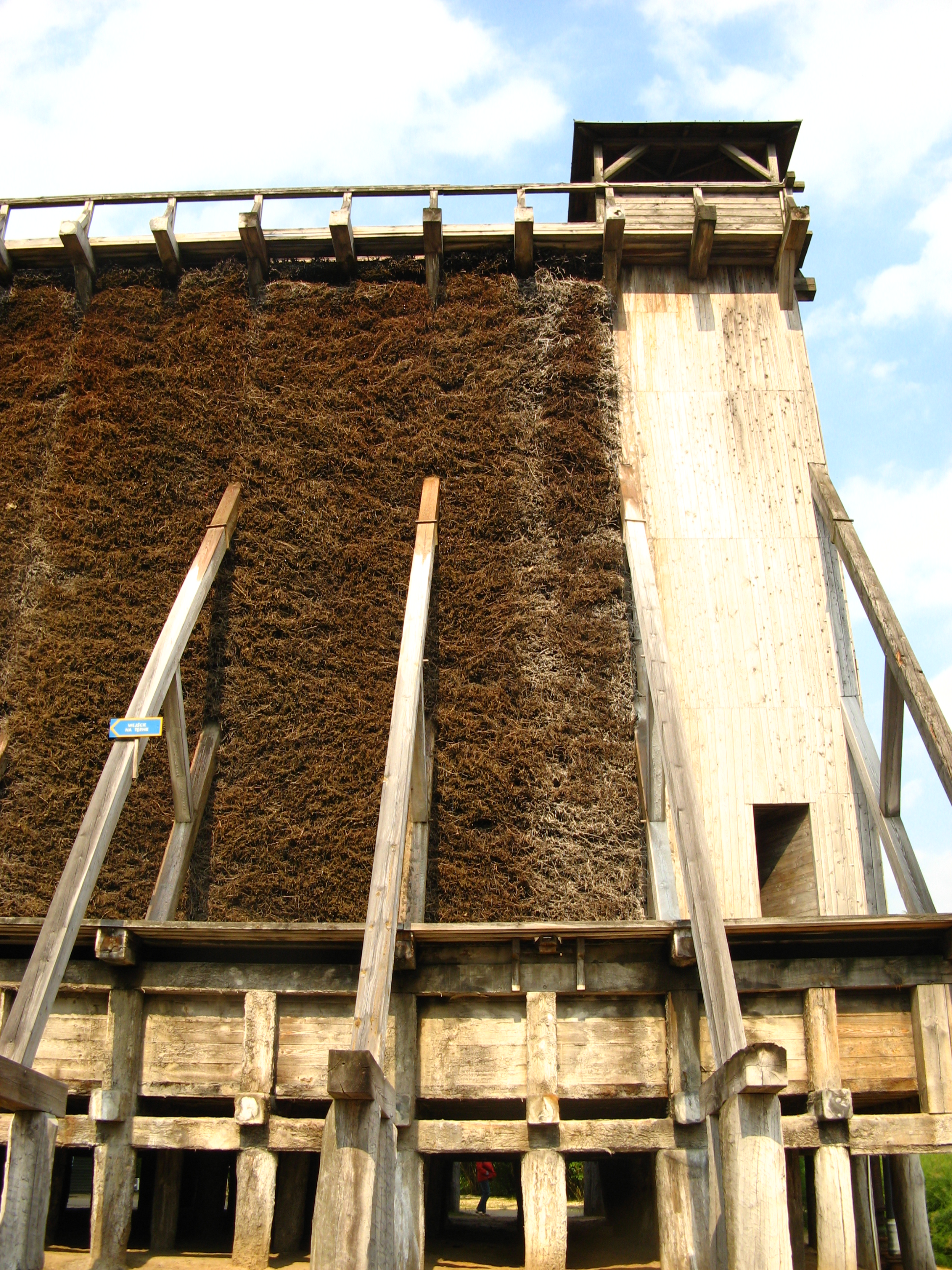
Detail boční stěny gradovny s trnkovými větvičkami, kterými shora protéká solanka
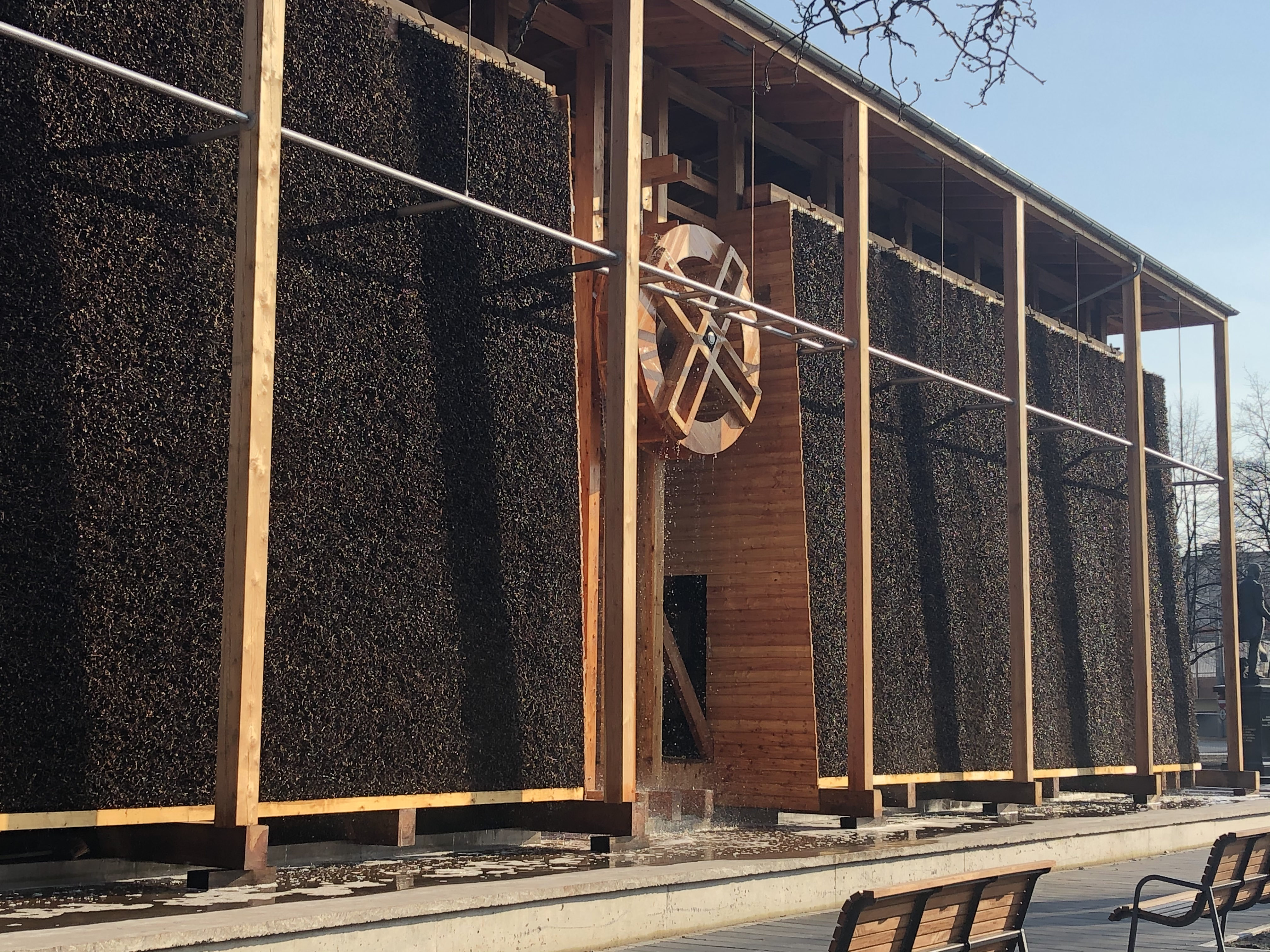
Gradovna Chorzów
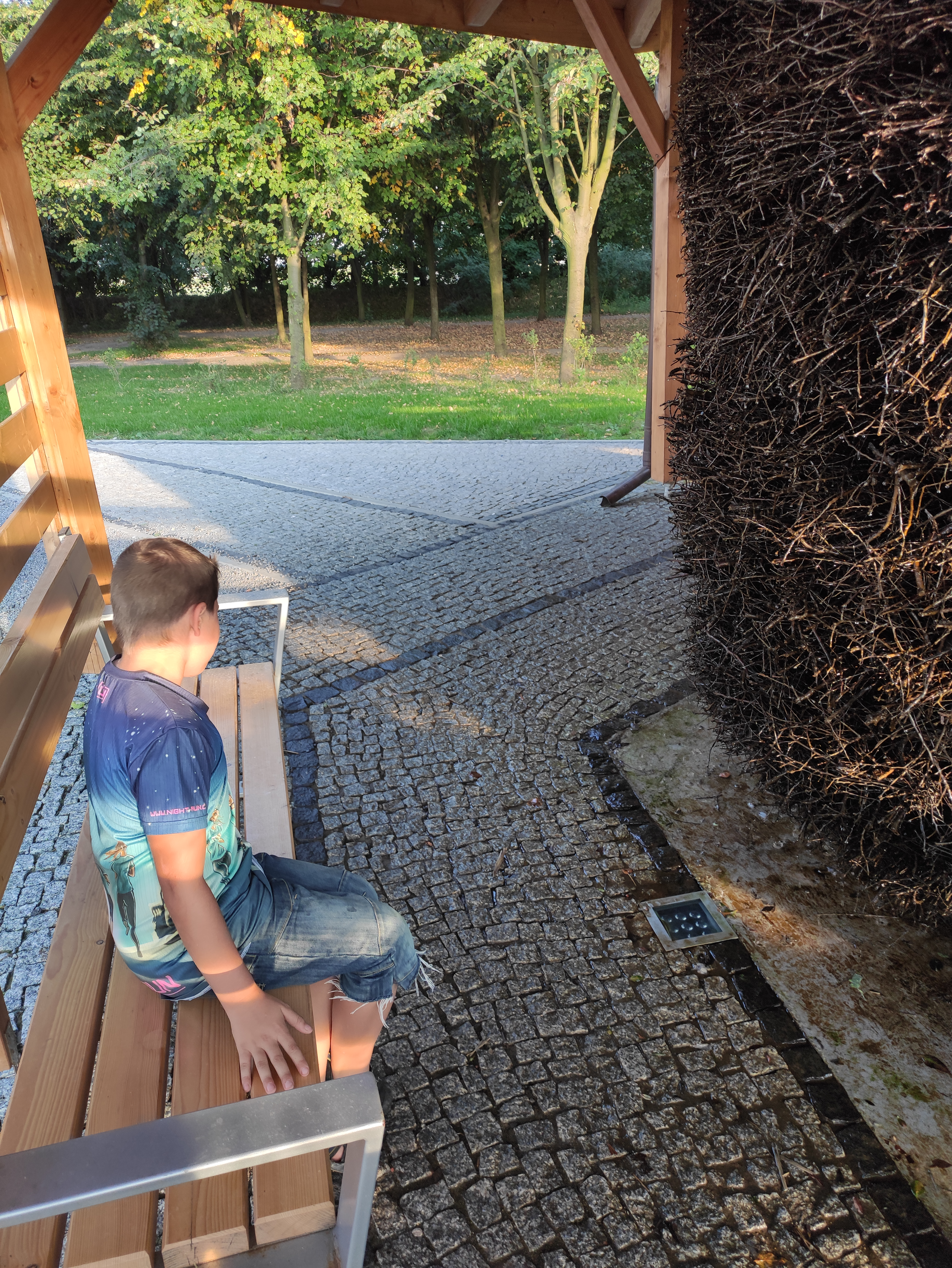
Posezení v malé gradovně u rozhledny v Pietrowicích Wielkich